# Procaïnamide
Le procaïnamide (spécialité : Pronestyl) est un antiarythmique de classe Ia dans la classification de Vaughan Williams utilisé pour le traitement médical des arythmies cardiaques.
Dans le procaïnamide, le lien ester de la molécule de procaïne est remplacé par un lien amide.
Le procaïnamide est métabolisé plus lentement que la procaïne. Il est employé en dentisterie comme anesthésique local. En tant que bloqueur des canaux sodiques, il ralentit la conduction et donc le rythme cardiaque et peut donc être utilisé pour effectuer une cardioversion chimique, particulièrement dans les cas de fibrillation auriculaire et de tachycardies causées par un phénomène de réentrée.

## Référence
1. ↑  Masse molaire calculée d’après « Atomic weights of the elements 2007 », sur www.chem.qmul.ac.uk.